# Dyab Abou Jahjah

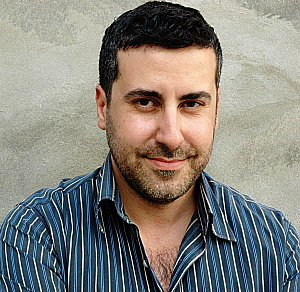
Dyab Abou Jahjah, 2008

Dyab Abou Jahjah (arabisch دياب أبو جهجه, DMG Diyāb Abū Ǧahǧah; geboren am 24. Juni 1971) ist ein libanesisch-belgischer Völkerrechtler, politischer Aktivist und Schriftsteller. Er ist Mitbegründer der Hind-Rajab-Stiftung und ihrer Mutterorganisation, des March 30 Movement, sowie ehemaliger Anführer der Arab European League (AEL), einer panarabischen Bewegung, die die Interessen arabischer Einwanderer in Europa unterstützt.

## Leben und politischer Werdegang
Abou Jahjah wurde im südlichen Libanon in Hanin geboren und wuchs dort auf. 1991, im Alter von 19 Jahren, verließ Abou Jahjah den Libanon: „Ich wollte wie viele libanesische Jugendliche ins Ausland“. Abou Jahjah studierte an der Université catholique de Louvain (UCL) in Louvain-la-Neuve und erwarb einen Masterabschluss in Politikwissenschaft und internationalen Beziehungen. 1996 wurde er belgischer Staatsbürger.
Seine Studium finanzierte er, in dem er verschiedenen Arbeit annahm, unter anderem in Fabriken und auf dem Bau. Später wurde er Direktor von vzw Welkom, der Einwandererorganisation der belgischen Gewerkschaft ABVV.

## Politische Ansichten
Jahjah ist ein arabischer Nationalist in der nasseristischen Tradition und betrachtet den Sozialismus als ein zentrales Paradigma seines Denkens, da er nicht auf „Rasse“ oder Hautfarbe basiert. Er ist der Meinung, dass Immigranten als vollwertige Bürger behandelt werden sollten, anstatt als Gäste, und äußerte Bewunderung für das amerikanische Modell der Assimilation: „Amerikas Rassengesetze sind fortschrittlicher als hier. Ich habe Verwandte in Detroit, sie sind Araber-Amerikaner, aber sie fühlen sich als Amerikaner. Ich fühle mich nicht europäisch. Europa muss sein Staatsbürgerschaftskonzept für alle Kulturen und Religionen inklusiv gestalten.“
The Guardian schrieb, dass Abou Jahjah als „Belgiens Malcolm X“ bezeichnet wurde. Laut einer flämischen Zeitung unterstützte Abou Jahjah den Einsatz von Gewalt gegen ausländische Truppen im Irak. In einem Blogbeitrag erklärte Abou Jahjah, seine Ansichten seien falsch dargestellt worden, und dass es nicht in seiner Natur liege, sich über den Tod von Menschen, selbst feindlichen Soldaten, zu freuen. Nachdem eine dänische Zeitung negative Darstellungen des Propheten Mohammed veröffentlicht hatte, veröffentlichte der niederländische Zweig der AEL im Jahr 2010 einen Comic, der den Holocaust infrage stellte. Dafür wurde die Organisation zu einer Geldstrafe verurteilt. Sie erklärte, die Veröffentlichung habe auf doppelte Standards in Bezug auf die Meinungsfreiheit hinweisen sollen. Nachdem der Präsident des Board of Deputies of British Jews 2009 einen Brief an die damalige britische Innenministerin Jacqui Smith schrieb, wurde Abou Jahjah die Einreise ins Vereinigte Königreich verboten. Seine politischen Ansichten und Aussagen haben Kritik ausgelöst und zu Kontroversen über seine Verbindungen beigetragen, unter anderem zu dem britischen Politiker Jeremy Corbyn.

### Arabische Europäische Liga
Im Jahr 2000 gründete Abou Jahjah die Arabische Europäische Liga in Antwerpen, einer Stadt mit großer muslimischer Bevölkerung. Bei der Wahl 2003 ging die Arabische Europäische Liga eine Partnerschaft mit der marxistisch-leninistischen Partei der Arbeit Belgiens ein und bildete die Wahlliste RESIST, die jedoch keine Sitze gewinnen konnte und sich bald darauf auflöste. 2004 gründete er die Partei MDP, die jedoch ebenfalls keine gewählten Mandate erreichte.
Im Jahr 2001 gründete Abou Jahjah das Sabra-und-Shatila-Komitee, das eine Klage gegen den ehemaligen israelischen Premierminister Ariel Sharon einreichte, wegen seiner Rolle während des Massakers von Sabra und Schatila, das zwar während des Israel-Libanon-Krieges 1982 von phalangistischen Milizen an palästinensischen Flüchtlingen und libanesischen Schiiten verübt, aber von israelischen Truppen (durch Umstellung des im südlichen Stadtgebiet von Beirut gelegenen Lagers Sabra und des angrenzenden Flüchtlingslagers Shatila) erst ermöglicht oder zumindest begünstigt wurde. Schätzungen reichen von 800 bis zu 3.500 getöteten Zivilisten.

### Hind-Rajab-Stiftung
Im Jahr 2024 war er Mitbegründer der March 30 Movement (benannt in Anlehnung an den „Tag des Bodens“) und ihres juristischen Arms, der Hind-Rajab-Stiftung – benannt zu Ehren von Hind Rajab. Die Gruppe verfolgt das Ziel, durch „offensive Rechtsverfahren“ diejenigen zur Rechenschaft zu ziehen, die an „Gräueltaten beteiligt sind – einschließlich Täter, Mittäter und Anstifter von Gewalt gegen Palästinenser“.
Anfang 2025, nachdem bekannt wurde, dass ein Gericht in Brasilien gegen einen israelischen Soldaten (der sich zu der Zeit im Land aufhielt) wegen Kriegsverbrechen ermitteln werde, wurde Abou Jahjah auf X vom israelischen Regierungsvertreter Amichai Chikli bedroht. Chikli schrieb: „Hallo, unser Menschenrechtsaktivist. Pass auf deinen Pager auf“, was laut belgischen Medien als Anspielung auf die Angriffe mit elektronischen Geräten im Libanon im Jahr 2024 gedeutet wurde.

## Privatleben
Er ist heute mit einer belgischen Muslimin marokkanischer Herkunft verheiratet, Nabila Boujdaine, die 2004 ebenfalls auf den Wahllisten seiner Partei MDP stand. Nabila Boujdaine ist die Schwester von Saida aus dem Buch Saida, geschrieben vom De Standaard-Journalisten Tom Naegels, und sie ist Mitgründerin einer neuen Organisation namens Safe Have Aid, die von Dyab Abou Jahjah und seinem Bruder ins Leben gerufen wurde.
Abou Jahjah hat mehrere Bücher geschrieben, darunter eine Autobiografie mit dem Titel Zwischen zwei Welten – Die Wurzeln eines Freiheitskampfes. Zudem war er Gegenstand zweier politischer Biografien, eine verfasst von Mohammed Benzakour und die andere von Maroun Labaki, sowie eines politischen Analysebuchs des belgischen Soziologen Ludo De Witte.